# レオポルト・キールホルツ
レオポルト・キールホルツ（Leopold Kielholz、1911年6月9日 - 1980年6月4日）は、スイス・バーセル出身の元サッカー選手。スイス代表。ポジションはフォワード。1934年に行われた1934 FIFAワールドカップでは3得点をマークした。また引退後はスタッド・ランスやスイス代表の監督を務めた。
| スタブアイコン | サブスタブ | この項目は、まだ閲覧者の調べものの参照としては役立たない、サッカー選手に関連した書きかけの項目です。この項目を加筆・訂正などしてくださる協力者を求めています（P:サッカー/PJ:サッカー選手/PJ:女子サッカー）。 |